# Гацка
Гацка (на хърватски: Gacka) е река, която се намира в провинция Лика в централната част на Хърватия.

## Описание
Поради това, че в голямата си част е подземна река, съществуват спорове относно реалната ѝ дължина. Първоначално е била около 32 km, но след построяването на ВЕЦ „Сен“ през 1960-те намалява до към 11 km. Средната температура на водата през лятото е 10,8 °C, а през зимата – 7,9 °C. Средният ѝ речен отток е 15,5 m3/s.
Най-голямото градче по нейното протежение е Оточац с население около 9000 души. Реката тече през карстово находище в близост до Динарските планини. По изкуствен път преминава през Гацко поле и се влива в Адриатическо море чрез водната централа, построена през 1965 г.

## Флора и фауна
Гацка има богата флора и фауна. По протежението ѝ се срещат над 25 вида мъхове, водорасли и дървесни растения. 17 животински вида се представени от кафявата (речна) пъстърва, дъгова пъстърва, щука, липан, речен рак. Среща се и човешката рибка, чиито ареал са дълбоките кладенци и пълният мрак.